# Fontcouverte-la-Toussuire
Fontcouverte-la-Toussuire (bis 1987 Fontcouverte) ist eine französische Gemeinde mit 482 Einwohnern (Stand 1. Januar 2022) im Département Savoie in der Region Auvergne-Rhône-Alpes.
Sie liegt in der Maurienne, rund 45 km (Luftlinie) östlich von Grenoble.
Außer dem 1160 m hoch gelegenen Siedlungsschwerpunkt Fontcouverte umfasst die Gemeinde einige Weiler und Einzelhöfe sowie die Wintersportstation La Toussuire, die sich auf 1750 m Höhe am Osthang der Tête de Bellard, einer Erhebung des Arvan-Villards-Massivs, erstreckt. La Toussuire gehört zum Wintersportgebiet Domaine des Sybelles mit 10 Skiliftstationen und 310 km Pisten. Im Sommer ist es gelegentlich Ziel der Mountainbiker, der Dauphiné Libéré und der Frankreichrundfahrt der Radrennfahrer und ihrer Fans. In seiner Umgebung sind die Pässe Col de la Croix de Fer, Col du Mollard und Col du Glandon, der Gletscher L’Etendard, die alle von den Aiguilles d’Arves überragt werden.

## Persönlichkeiten
- Anna Santamans (* 1993), Schwimmerin (hier geboren)